# Surfer Girl
Surfer Girl, album utgivet 16 september 1963 av The Beach Boys. Surfer Girl var gruppens tredje LP och den är producerad av Brian Wilson.
"The Surfer Moon" skrevs redan 1962 av Brian och hans vän från college Bob Norberg. Den gavs ut samma år av Norberg och hans flickvän under namnet Bob and Sheri och var en av de första skivorna som det stod "producerad av Brian Wilson" på. "The Surfer Moon" är också den första Beach Boys-låt där det förekommer stråkar. 
Albumet nådde Billboard-listans 7:e plats.

## Låtlista
Singelplacering i Billboard inom parentes
1. Surfer Girl (B. Wilson) (7)
2. Catch a Wave (B. Wilson)
3. The Surfer Moon (B. Wilson)
4. South Bay Surfer (instrumental) (Wilson/Wilson/Jardine)
5. The Rocking Surfer (traditional arrangerad av B. Wilson)
6. Little Deuce Coupe (B. Wilson/R. Christian) (15)
7. In My Room (B. Wilson/G. Usher) (23)
8. Hawaii (B. Wilson)
9. Surfers Rule (B. Wilson/M. Love)
10. Our Car Club (B. Wilson/M. Love)
11. Your Summer Dream (B. Wilson/B. Norberg)
12. Boogie Woodie (instrumental) (traditional arrangerad av B. Wilson)

När skivbolaget Capitol återutgav Beach Boys-katalogen 1990 parades albumet Surfer Girl ihop med albumet Shut Down Volume 2 på en CD. Dessutom fanns nedanstående tre bonusspår på skivan:
1. Fun, Fun, Fun (singelversion) (B. Wilson/G. Usher)
2. In My Room (tysk version) (B. Wilson/G. Usher)
3. I Do (B. Wilson)